# Cheverny
Cheverny is een plaats en gemeente in het Franse departement Loir-et-Cher, in de regio Centre-Val de Loire. De gemeente telde 908 inwoners op 1 januari 2022. De oppervlakte van Cheverny bedroeg op 1 januari 2022 33 vierkante kilometer; de bevolkingsdichtheid was toen 27,5 inwoners per km². Cheverny ligt op ca. 10 km van Blois.
In het plaatsje Cheverny staat het bekende kasteel van Cheverny. Verder ligt er het zeventiende-eeuwse kasteel van Troussay, dat in de negentiende eeuw werd gerestaureerd. De kerk Saint-Étienne van het plaatsje Cheverny heeft een portaal uit de twaalfde eeuw en een zeventiende-eeuws koor.
Het wijnbouwgebied Cheverny (AOC) is genoemd naar deze plaats.

## Demografie
Onderstaande figuur toont het verloop van het inwonertal (bron: INSEE-tellingen).